# Ейвон (Пенсільванія)
Ейвон (англ. Avon) — переписна місцевість (CDP) в США, в окрузі Лебанон штату Пенсільванія. Населення — 1676 осіб (2020).

## Географія
Ейвон розташований за координатами 40°20′35″ пн. ш. 76°22′45″ зх. д. / 40.34306° пн. ш. 76.37917° зх. д. (40.342929, -76.379250).  За даними Бюро перепису населення США в 2010 році переписна місцевість мала площу 3,59 км², уся площа — суходіл.

## Демографія
Згідно з переписом 2010 року, у переписній місцевості мешкало 1667 осіб у 645 домогосподарствах у складі 466 родин. Густота населення становила 464 особи/км².  Було 673 помешкання (187/км²).
Расовий склад населення:
| - 94,8 % — білих - 1,4 % — чорних або афроамериканців - 0,5 % — азіатів - 0,1 % — вихідців з тихоокеанських островів - 2,0 % — осіб інших рас |

До двох чи більше рас належало 1,1 %. Частка іспаномовних становила 7,6 % від усіх жителів.
За віковим діапазоном населення розподілялося таким чином: 23,5 % — особи молодші 18 років, 61,7 % — особи у віці 18—64 років, 14,8 % — особи у віці 65 років та старші. Медіана віку мешканця становила 41,2 року. На 100 осіб жіночої статі у переписній місцевості припадало 97,0 чоловіків;  на 100 жінок у віці від 18 років та старших — 96,5 чоловіків також старших 18 років.
Середній дохід на одне домашнє господарство  становив 61 069 доларів США (медіана — 53 510), а середній дохід на одну сім'ю — 74 653 долари (медіана — 72 143). За межею бідності перебувало 5,0 % осіб, у тому числі 5,4 % дітей у віці до 18 років та 10,7 % осіб у віці 65 років та старших.
Цивільне працевлаштоване населення становило 1088 осіб. Основні галузі зайнятості: освіта, охорона здоров'я та соціальна допомога — 22,6 %, виробництво — 20,4 %, роздрібна торгівля — 15,3 %, мистецтво, розваги та відпочинок — 12,2 %.